# 胡直
胡直（1517年—1585年），字正甫，號庐山，江西吉安府泰和縣人，民籍，明朝政治人物。

## 生平
嘉靖二十二年癸卯科（1543年）江西鄉試第九名舉人。嘉靖三十五年（1556年）中式丙辰科會試第十三名，二甲第三十八名進士。兵部观政，初授比部（刑部）主事，三十九年升员外，出为湖广佥事，领湖北道。四十一年晋四川右参议。四十五年以副使督其学政，以终养请告归。诏起湖广督学，移广西左参政，万历元年（1573年）正月升广东按察使，以忤张居正罢归。万历十二年起补福建按察使，次年卒。

## 家族
曾祖胡爾極；祖父胡行恭；父胡天鳳，母周氏，封太安人。弟諒、問、敬（生员）。